# ISO 3166-2:LU
Die Liste der ISO-3166-2-Codes für  Luxemburg enthält die Codes für die zwölf Kantone.

Die Codes bestehen aus zwei Teilen, die durch einen Bindestrich voneinander getrennt sind. Der erste Teil gibt den Landescode gemäß ISO 3166-1 (für  Luxemburg LU), der zweite den Code für den Kanton wieder.
Die aktuellen Codes stehen auf der Seite der ISO unter #iso:code:3166:LU zur Verfügung.

## Kodierliste

### Kantone

Kantone Luxemburgs

| Kanton              | Code  |
| ------------------- | ----- |
| Capellen            | LU-CA |
| Clerf               | LU-CL |
| Diekirch            | LU-DI |
| Echternach          | LU-EC |
| Esch an der Alzette | LU-ES |
| Grevenmacher        | LU-GR |
| Luxemburg           | LU-LU |
| Mersch              | LU-ME |
| Redingen            | LU-RD |
| Remich              | LU-RM |
| Vianden             | LU-VD |
| Wiltz               | LU-WI |

### Distrikte

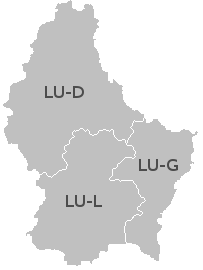
Die ehemaligen Distrikte Luxemburgs

Bis 2015 enthielt ISO 3166-2:LU anstelle der Codes für die Kantone Codes für die drei Distrikte des Landes. Zum 3. Oktober 2015 wurden die Distrikte abgeschafft.
| Distrikt     | Code |
| ------------ | ---- |
| Diekirch     | LU-D |
| Grevenmacher | LU-G |
| Luxemburg    | LU-L |